# Loa Falkman
Loa Falkman, nom de scène de Carl-Johan Falkman, né le 24 juillet 1947 à Stocksund (Suède), est un chanteur baryton et acteur suédois.

## Filmographie partielle

### Au cinéma
- 1983 : La Tragédie de Carmen : Escamillo - Film 2
- 1984 : Åke och hans värld : Åke's father
- 1986 : Bröderna Mozart : Eskil / Don Juan
- 1990 : BlackJack : Bengt Lindell
- 1991 : T. Sventon och fallet Isabella : Direktör Gustavsson-Rinaldo
- 1995 : Pensionat Oskar : Rune Runeberg
- 1996 : Lilla Jönssonligan och cornflakeskuppen : Oscar Wall-Enberg
- 1997 : Slutspel : von Fluck
- 1997 : Lilla Jönssonligan på styva linan : Direktör Wall-Enberg
- 2004 : Flickan som ville fira jul året om : Carl
- 2004 : Lilla Jönssonligan på kollo : Dir. Wall-Enberg
- 2006 : Lilla Jönssonligan och stjärnkuppen : Dir. Wall-Enberg
- 2006 : 7 miljonärer : Julius
- 2008 : Perrongen : Father
- 2009 : Goryachie novosti : Tilstrem
- 2011 : The Crown Jewels (Kronjuvelerna) d'Ella Lemhagen : le directeur Persson
- 2014 : Lost in Stångby : Lars

## Récompenses et distinctions
- 1995 : Guldbagge Award du meilleur acteur pour Kaninmannen
- 2002 : Médaille Litteris et Artibus